# Грендел
Грендел (енгл. Grendel) је митолошко чудовиште у англо-саксонској епској песми Беовулф (испеваној око 700–1000. године). Он је први од троје антагониста у песми (остали су Гренделова мајка и змај) које савлађује главни јунак, Беовулф. Потомак Каина који терорише данску краљевину Хеорот, Грендел је у песми описан као мрачно створење, прогнано од среће и проклето од Бога, уништитељ и људождер. Обично се приказује као чудовиште или див, иако његов изглед и натприродне способности нису јасно описане у песми и предмет су научне дебате. Лик Грендела и његова улога у причи о Беовулфу били су предмет бројних интерпретација и екранизација.

## Легенда
Грендел се оригинално среће у у англо-саксонској епској песми Беовулф, која је сачувана у рукопису с почетка 11. века (енгл. Nowell Codex око 1000. године). У песми, Грендел, потомак библијског Каина (првог убице) и божји непријатељ, разбешњен звуцима песме из гозбене дворане данског краља Хротгара од Хеорота, напада дворану сваке ноћи пуних 12 година, убијајући и прождирући краљеве људе. Геатски ратник Беовулф са својом дружином (12 ратника) долази у помоћ Данцима, и већ прве ноћи, после гозбе добродошлице, суочава се са Гренделом: овај чека да сви заспе, а затим проваљује врата песницама и упада у дворану. Гренделова љускава кожа одбија ударце мачева и он канџама убија једног од Беовулфових људи, али га Беовулф побеђује голим рукама и задаје му смртну рану. Са отргнутом руком, Грендел бежи и умире у својој јазбини у мочвари. Пратећи Грендела сам у његову јазбину, Беовулф после жестоке борбе убија његову мајку (која је описана као морска вештица) и односи Гренделову главу краљу Хротгару, који га обасипа даровима.

## Опис
Гренделов изглед није детаљно описан у песми: помиње се да је по облику сличан човеку, али већи од свих људи, да му је кожа обрасла непробојним љускама и квргама, а канџе јаке као челик. Његова глава је тако велика, да је морају носити четворица обичних људи (али је Беовулф носи једном руком). Он је потомак злих духова који су потекли од Каина након што је проклет.

## Екранизација
- Беовулф (1999) са Кристофером Ламбером у главној улози: прича је смештена у постапокалиптичну будућност, а Грендел је приказан слично Предатору из истоименог филма.[10]
- Беовулф и Грендел (2005) са Џерардом Батлером у улози Беовулфа: реалистичнији приказ легенде, Грендел је приказан као дивовски примитивни човек налик Неандерталцу, кога Данци прогоне и сматрају Тролом.
- Беовулф (2007) у режији Роберта Земекиса: Грендел је приказан као дивовско, болесно дете, ванбрачни син краља Хротгара и морске вештице (коју глуми Анђелина Џоли), које које подивља само када бука надражи његове болесне уши.[11][12][13]

## Музика
- Грендел: песма на албуму Дневник групе
- , холандски тамни електро/хард ЕБМ бенд
- Грендел: опера коју је компоновао Елиот Голдентал, базирана на Гарднеровој новели, у режији Џули Тејмор, коју је наручила Лос Анђелес опера. Ова опера је имала светску премијеру у Дороти Чандлер павиљону 8. јуна 2006, са басом Ериком Овенсом у главној улози.[14][15]
- "Грендел" у извођењу групе Marillion. Б страна њиховог првог сингла, „Market Square Heroes” (1982). Снимљена верзија песме је 17:15 минута дуга, док уживо верзија често траје преко 20 минута.[16]
- : америчка хеви метал група базирана у Оукланду (Мериленд).

## Културне референце
Више представа такође приказује сличне приче. У Хамлету Вилијама Шекспира, ликови Краљ Клаудије и Краљ Хамлет су паралеле Кејнa и Авељa. Лорд Бајрон је такође преправио и драматизовао причу у својој драми Кејн (1821), гледајући на Кејна као на симбол сангвиничког темперамента, изазван Авељовим лицемерјем и светошћу. Данска позоришна представа Библен из 2008. разматра и реконструише различите библијске приче, укључујући Авељово убиство од стране Кeјна.
Многи романи представљају ликове или су блиско засновани на њима. Роман Мигела де Унамуна из 1917. године Абел Санчез: Прича о страсти је поновно препричавање приче о Кејну и Авељу. Роман Џона Стајнбека из 1952. Источно од раја (такође филм из 1955. године) се у свом наслову позива на Кејново изгнанство и садржи расправе о причи о Кејну и Авељу које се затим одигравају у заплету. Кратка прича Џејмса Болдвина из 1957. године, „Сонијев блуз”, сматрана је алудијом на причу о Кејну и Авељу. Аутор Данијел Квин, прво у свом роману Ишмаел (1992), а касније у Причи о Б (1996), предлаже да је прича о Кејну и Авељу приказ раних семитских сточара који посматрају почетке онога што он назива тоталитарном пољопривредом, при чему Кејн представља прве 'модерне' земљораднике и Авељ пасторалисте.
Они су се такође појављивали у ТВ серијама и алегоријски на великом екрану. У Даласу (1978), Боби и Џ.Р. Евинг су описани као варијације Кејна и Авеља. Директније референце укључују појаву Кејна и Авеља као ликова у ДЦ стриповима од 1950-их. Године 1989, Нил Гејман је направио два понављајућа лика у својој стрип серији Сандман. У алегоријском филму Дарена Аронофског Мајка! (2017), ликови „старији син” и „млађи брат” представљају Кејна и Авеља.